# باکای کراسرودز (کلرادو)
باکای کراسرودز (به انگلیسی: Buckeye Crossroads) یک منطقهٔ مسکونی در ایالات متحده آمریکا است که در شهرستان باکا، کلرادو واقع شده‌است. باکای کراسرودز ۱٬۰۳۷٫۸۶ متر بالاتر از سطح دریا واقع شده‌است.